# MEGU
MEGU（メグ）は、かつて東証1部に上場していた人材派遣業のラディアホールディングス（旧 グッドウィル・グループ）に属するフードスコープ社が運営していた世界的日本食チェーン店である。ニューヨーク、ニューデリー、ムンバイ、ドーハ、モスクワ、スイスのグシュタード、香港などで展開していた。

## 概要
2004年3月、日本で50店舗ほどを展開する新興外食企業フードスコープ社がニューヨークにフードスコープ・アメリカ社を設立。ニューヨーク市・トライベッカに200席もある大規模なジャパニーズレストランとして開業した。"外食業界の風雲児"として業界の注目を一身に浴びていた創業者の今井コウジが信頼を寄せていたインテリアデザイナーの森田恭通に依頼し壮大な空間が創り出された。実施設計は鹿島建設USAが担った。
森田恭通は後にMEGUでの経験が世界中から様々なオファーを貰えるきっかけになった。僕にとってのパラダイムシフトだったと、ＴＶや雑誌などのインタビューで応えている。今井コウジが29歳の時に抱いた構想から5年後、MEGUは1000万ドル（当時のレートで１２億円）を投じて開業した。
オープン後、瞬く間にセレブリティの御用達となったMEGUの常連客には殆どのハリウッドスターや著名な実業家が来店しており、特にウィルスミスやトムクルーズ、レオナルド・ディカプリオやパリスヒルトン、サラ・ジェシカ・パーカーなどが連日通う程の大のお気に入りで、著名な実業家ではGEのジャック・ウェルチ、スターバックスの創業者ハワード・シュルツ、オラクルのラリー・エリソン、時にはアップル創業者のスティーブ・ジョブズなど超大物実業家達が通っていた。
2005年MEGUはニューヨークマガジン社主催のベストジャパニーズレストラン賞などを皮切りに数々の賞を総ナメにしている。
とにかく日本の食材にこだわり羽田や福岡から週三便ほど新鮮な魚や神戸牛等を空輸していた。
代表例としては大間の本マグロを築地からニューヨークに直送した初めてのレストランだと言われている。
"枝付きの枝豆"まで空輸していた話しは有名だ。
梵鐘の下に神神しく飾られている氷の彫刻 は日々OPEN直前にNY在住の日本人彫刻家が手彫りで彫った仏陀 をお店に運び入れディスプレイしていた。1日1体＄1000-（当時のレートで12万円）このコストを毎日掛けて飾っていた。
そのシチュエーションはNYセレブ達の記念撮影の場の格好のステータスシンボルとなった。
この独創的なシーンは創業者の今井コウジの発案で生まれ、アメリカンエキスプレスのCMシーンにも採用され当時話題をさらった。
2006年4月には同市ミッドタウンに2号店が開業した。同店は、アメリカの不動産王・タレント、後のアメリカ合衆国大統領にまで登りつめたドナルド・トランプ本人から直接出店依頼を要請され国際連合本部ビル正面に所有する超高級アパート、トランプ・タワーの１階に出店した。
それを皮切りに2007年10月に香港への出店を果たしその後は、インドのニューデリーやムンバイ、カタールのドーハ、モスクワ、スイスなど世界中の大陸に店舗を拡大して行った。
ロンドンへの出店は物件まで契約し毎月日本円で１０００万円程の空家賃を１年以上も払い続けていたが、何故かこのプロジェクトは急遽取り止めになり物件も解約しロンドンセレブの期待を裏切った。
名称の由来は「自然の恵み」および親会社フードスコープ社の創業者で有る、今井コウジが今井屋にて「お馬鹿さんは残す」と捨てられていた部位「ソリレス串」や全ての内臓の部位が1串で食べられる『つなぎ串』売り辛い胸肉を皮で巻いて提供した『抱身串』等の”発祥の店”と今井屋は言われている。
当時では珍しい希少部位をメニュー化したのが特徴だった。
高級素材を産地直送する元祖高級焼鳥チェーンとして開店した「今井屋本店」は瞬く間に連日大行列を成す繁盛店となり都内で一世を風靡した。
その「今井屋総本店」を１９９８年に初めて創業した場所が東京の恵比寿。
その地名の頭文字「恵」から海外での創業第一歩となる想いを込めて『メグ／MEGU』と命名した。
「MEGU」は2012年2月、日本食で世界初となる「6つ星（Six Star Diamond Aword）」の栄誉を獲得した。
2014年のフランチャイズ展開ではスイス (http://www.thealpinagstaad.ch/restaurants-and-bars/megu ) とロシアに出店。折口雅博がMEGUを香港の日系企業に売り、その企業の役員に収まっている。
フードスコープアメリカ社のMEGU２代目料理長は後にラスベガスに『RAKU』と言う日本料理店を出店し地元紙でラスベガスナンバー１の評価を得るレストランにまで成長した。
日本におけるフードスコープ社は直営店にこだわり最盛期には和食店を中心に「美食　米門」や「水炊き　さかえや」「オイスターバーMAIMON」「黄金乃舌」等の様々な業態を全国に90店舗ほど展開していた。 同社の幹部には『横丁ビジネス』で大成功を納めた浜倉的商店製作所を率いる浜倉好宣やDDホールディングスの中核企業で在る株式会社エスエルディー代表取締役の有村譲、『串亭』チェーンを運営するリアルテイスト社の路次徹夫などが在籍し、数多くの飲食店起業家を輩出した企業だった。

## 店舗
※2017年現在
- ニューヨーク：ドリーム・ダウンタウン
- ニューデリー：ザ・リーラ・パレス・ニューデリー
- ドーハ：ザ・パール・カタール
- モスクワ：ロッテホテルモスクワ
- グシュタード：ジ・アルピナ・グシュタード

## セクハラ訴訟
2006年9月、トライベッカ店のアジア系女性従業員が勤務中のセクシャルハラスメントにより精神的苦痛を受けたとして、同店と親会社に対する2000万ドルの損害賠償請求訴訟を提訴した。
AP通信によると、女性は1年半以上にわたって同店の日本人料理長から調理道具や手で胸や下半身を触られたり、性的な言葉をかけられたという。また、別の米国人調理師（事後に解雇）により店外に連れ出されてレイプされたが、上司に対処を求めても無視されたとしている。